# Prix Noailles
Groupe III
Le Prix Noailles est une course hippique de plat se déroulant au mois d'avril sur l'hippodrome de Longchamp.
Créée en 1878, c'est une course de Groupe III (Groupe II jusqu'en 2013) réservée aux chevaux de 3 ans, qui se dispute sur la distance de 2 100 mètres (la distance ayant évolué au fil des années). Sa dotation s'élève à 80 000 €. Le Prix Noailles est l'une des préparatoires menant au Prix du Jockey-Club, qui se tient début juin à Chantilly. 12 poulains ont réussi le doublé Noailles/Jockey-Club, le dernier en date étant Bering en 1986. 
André Fabre est l'entraîneur recordman des victoires dans le Prix Noailles, avec 11 succès. 

## Palmarès depuis 1978
| Année                         | Vainqueur                                                                             | Pays                                                                                  | Père                                                                                  | Jockey                                                                                | Entraîneur                                                                            | Propriétaire                                                                          | Temps                                                                                 |
| ----------------------------- | ------------------------------------------------------------------------------------- | ------------------------------------------------------------------------------------- | ------------------------------------------------------------------------------------- | ------------------------------------------------------------------------------------- | ------------------------------------------------------------------------------------- | ------------------------------------------------------------------------------------- | ------------------------------------------------------------------------------------- |
| 2025                          | Uther                                                                                 | France                                                                                | Camelot                                                                               | Mickaël Barzalona                                                                     | Christophe Ferland                                                                    | Wertheimer & Frère                                                                    | 2'10"60                                                                               |
| 2024                          | Calandagan                                                                            | France                                                                                | Gleneagles                                                                            | Stéphane Pasquier                                                                     | Francis-Henri Graffard                                                                | S.A. Aga Khan                                                                         | 2'13"56                                                                               |
| 2023                          | Flight Leader                                                                         | France                                                                                | Frankel                                                                               | Bauyrzhan Murzabayev                                                                  | André Fabre                                                                           | Juddmonte Farms                                                                       | 2'18"69                                                                               |
| 2022                          | Junko                                                                                 | France                                                                                | Intello                                                                               | Maxime Guyon                                                                          | André Fabre                                                                           | Wertheimer & Frère                                                                    | 2'12"14                                                                               |
| 2021                          | Chesire Academy                                                                       | France                                                                                | Flintshire                                                                            | Cristian Demuro                                                                       | Jean-Claude Rouget                                                                    | White Birch Farm                                                                      | 2'20"55                                                                               |
| 2020                          | Édition non disputée en raison des restrictions consécutives à l'épidémie de Covid-19 | Édition non disputée en raison des restrictions consécutives à l'épidémie de Covid-19 | Édition non disputée en raison des restrictions consécutives à l'épidémie de Covid-19 | Édition non disputée en raison des restrictions consécutives à l'épidémie de Covid-19 | Édition non disputée en raison des restrictions consécutives à l'épidémie de Covid-19 | Édition non disputée en raison des restrictions consécutives à l'épidémie de Covid-19 | Édition non disputée en raison des restrictions consécutives à l'épidémie de Covid-19 |
| 2019                          | Slalom                                                                                | France                                                                                | Intello                                                                               | Maxime Guyon                                                                          | André Fabre                                                                           | Wertheimer & Frère                                                                    | 2'10"88                                                                               |
| 2018                          | Pharrell                                                                              | France                                                                                | Manduro                                                                               | Jean-Bernard Eyquem                                                                   | Jean-Claude Rouget                                                                    | Écurie J.L. Tepper                                                                    | 2'23"51                                                                               |
| 2017                          | Soleil Marin                                                                          | France                                                                                | Kendargent                                                                            | Mickaël Barzalona                                                                     | André Fabre                                                                           | Écurie Godolphin                                                                      | 2'08"34                                                                               |
| 2016                          | Raseed                                                                                | France                                                                                | Dubawi                                                                                | Aurélien Lemaître                                                                     | Freddy Head                                                                           | Hamdan Al Maktoum                                                                     | 2'12"08                                                                               |
| 2015                          | Karaktar                                                                              | France                                                                                | High Chaparral                                                                        | Christophe Soumillon                                                                  | Alain de Royer-Dupré                                                                  | S.A. Aga Khan                                                                         | 2'08"61                                                                               |
| 2014                          | Gailo Chop                                                                            | France                                                                                | Deportivo                                                                             | Julien Augé                                                                           | Antoine de Watrigant                                                                  | Oti Mgt & A. Chopard                                                                  | 2'09"33                                                                               |
| Éditions labellisées Groupe 2 |                                                                                       |                                                                                       |                                                                                       |                                                                                       |                                                                                       |                                                                                       |                                                                                       |
| 2013                          | Tableaux                                                                              | France                                                                                | Giant's Causeway                                                                      | Maxime Guyon                                                                          | André Fabre                                                                           | Michael Tabor                                                                         | 2'19"07                                                                               |
| 2012                          | Hard Dream                                                                            | France                                                                                | Oasis Dream                                                                           | Stéphane Pasquier                                                                     | François Rohaut                                                                       | Pandora Stud                                                                          | 2'29"37                                                                               |
| 2011                          | Grand Vent                                                                            | France                                                                                | Shirocco                                                                              | Maxime Guyon                                                                          | André Fabre                                                                           | Écurie Godolphin                                                                      | 2'05"42                                                                               |
| 2010                          | Planteur                                                                              | France                                                                                | Danehill Dancer                                                                       | Anthony Crastus                                                                       | Élie Lellouche                                                                        | Écurie Wildenstein                                                                    | 2'12"04                                                                               |
| 2009                          | Grandcamp                                                                             | France                                                                                | Platini                                                                               | Christophe-P. Lemaire                                                                 | Jean-Claude Rouget                                                                    | Daniel-Yves Trèves                                                                    | 2'10''77                                                                              |
| 2008                          | Full of Gold                                                                          | France                                                                                | Gold Away                                                                             | Thierry Gillet                                                                        | Christiane Head                                                                       | Alec Head                                                                             | 2'22"50                                                                               |
| 2007                          | Soldier of Fortune                                                                    | Irlande                                                                               | Galileo                                                                               | Christophe Soumillon                                                                  | Aidan O'Brien                                                                         | Smith, Magnier & Tabor                                                                | 2'07''40                                                                              |
| 2006                          | Gentlewave                                                                            | France                                                                                | Monsun                                                                                | Olivier Peslier                                                                       | André Fabre                                                                           | Gary A. Tanaka                                                                        | 2'11''00                                                                              |
| 2005                          | Ruwi                                                                                  | France                                                                                | Unfuwain                                                                              | Ioritz Mendizabal                                                                     | Jean-Claude Rouget                                                                    | Robert Bousquet                                                                       | 2'21''10                                                                              |
| 2004                          | Voix du Nord                                                                          | France                                                                                | Valanour                                                                              | Christophe Soumillon                                                                  | David Smaga                                                                           | Thierry van Zuylen                                                                    | 2'17''47                                                                              |
| 2003                          | Super Célèbre                                                                         | France                                                                                | Peintre Célèbre                                                                       | Dominique Bœuf                                                                        | Élie Lellouche                                                                        | Écurie Wildenstein                                                                    | 2'19''90                                                                              |
| 2002                          | Ballingarry                                                                           | Irlande                                                                               | Sadler's Wells                                                                        | Jamie Spencer                                                                         | Aidan O'Brien                                                                         | Sue Magnier                                                                           | 2'17''30                                                                              |
| 2001                          | Anabaa Blue                                                                           | France                                                                                | Anabaa                                                                                | Christophe Soumillon                                                                  | Carlos Lerner                                                                         | Charles Mimouni                                                                       | 2'35"90                                                                               |
| 2000                          | Kutub                                                                                 | France                                                                                | In The Wings                                                                          | Davy Bonilla                                                                          | Freddy Head                                                                           | Hamdan Al Maktoum                                                                     | 2'20"60                                                                               |
| 1999                          | Slickly                                                                               | France                                                                                | Linamix                                                                               | Olivier Peslier                                                                       | André Fabre                                                                           | Jean-Luc Lagardère                                                                    | 2'17"00                                                                               |
| 1998                          | Special Quest                                                                         | France                                                                                | Rainbow Quest                                                                         | Olivier Doleuze                                                                       | Christiane Head                                                                       | Wertheimer & Frère                                                                    | 2'29"10                                                                               |
| 1997                          | Fragrant Mix                                                                          | France                                                                                | Linamix                                                                               | Thierry Jarnet                                                                        | André Fabre                                                                           | Jean-Luc Lagardère                                                                    | 2'16"50                                                                               |
| 1996                          | Helissio                                                                              | France                                                                                | Fairy King                                                                            | Dominique Bœuf                                                                        | Élie Lellouche                                                                        | Enrique Sarasola                                                                      | 2'14"50                                                                               |
| 1995                          | Walk on Mix                                                                           | France                                                                                | Linamix                                                                               | Thierry Jarnet                                                                        | André Fabre                                                                           | Jean-Luc Lagardère                                                                    | 2'18"70                                                                               |
| 1994                          | Gunboat Diplomacy                                                                     | France                                                                                | Dominion                                                                              | Olivier Peslier                                                                       | Élie Lellouche                                                                        | Daniel Wildenstein                                                                    | 2'34"10                                                                               |
| 1993                          | Fort Wood                                                                             | France                                                                                | Sadler's Wells                                                                        | Walter Swinburn                                                                       | André Fabre                                                                           | Cheikh M. Al Maktoum                                                                  | 2'31"50                                                                               |
| 1992                          | Grand Plaisir                                                                         | France                                                                                | Darshaan                                                                              | Freddy Head                                                                           | Jacques-C. Cunnington                                                                 | Taisuke Fujishima                                                                     | 2'28"40                                                                               |
| 1991                          | Pistolet Bleu                                                                         | France                                                                                | Top Ville                                                                             | Dominique Bœuf                                                                        | Élie Lellouche                                                                        | Daniel Wildenstein                                                                    | 2'19"00                                                                               |
| 1990                          | Intimiste                                                                             | France                                                                                | Arctic Tern                                                                           | Gérald Mossé                                                                          | François Boutin                                                                       | Niccolò I. della Rocchetta                                                            | 2'27"10                                                                               |
| 1989                          | Dancehall                                                                             | France                                                                                | Assert                                                                                | Cash Asmussen                                                                         | André Fabre                                                                           | Tomohiro Wada                                                                         | 2'22"50                                                                               |
| 1988                          | Nerio                                                                                 | France                                                                                | Star Appeal                                                                           | Freddy Head                                                                           | Gérard Collet                                                                         | Ecurie du Ring                                                                        | 2'22"40                                                                               |
| 1987                          | Sadjiyd                                                                               | France                                                                                | Labus                                                                                 | Yves Saint-Martin                                                                     | Alain de Royer-Dupré                                                                  | S.A. Aga Khan                                                                         | 2'19"30                                                                               |
| 1986                          | Bering                                                                                | France                                                                                | Arctic Tern                                                                           | Gary W. Moore                                                                         | Christiane Head                                                                       | Ghislaine Head                                                                        | 2'44"00                                                                               |
| 1985                          | Glaros                                                                                | France                                                                                | Sharpman                                                                              | Eric Legrix                                                                           | Patrick Biancone                                                                      | Richard Eamer                                                                         | 2'23"90                                                                               |
| 1984                          | Cariellor                                                                             | France                                                                                | Fabulous Dancer                                                                       | Alfred Gibert                                                                         | André Fabre                                                                           | Suzy Volterra                                                                         | 2'20"10                                                                               |
| 1983                          | Jeu de Paille                                                                         | France                                                                                | Lightning                                                                             | Henri Samani                                                                          | André Fabre                                                                           | Guy de Rothschild                                                                     | 2'37"40                                                                               |
| 1982                          | Persepolis                                                                            | France                                                                                | Kalamoun                                                                              | Lester Piggott                                                                        | François Boutin                                                                       | Stavros Niarchos                                                                      | 2'23"00                                                                               |
| 1981                          | Lydian                                                                                | France                                                                                | Lyphard                                                                               | Freddy Head                                                                           | Christiane Head                                                                       | Écurie Aland                                                                          | 2'21"80                                                                               |
| 1980                          | Julius Caesar                                                                         | France                                                                                | Exbury                                                                                | Henri Samani                                                                          | Serge Boullenger                                                                      | R. W. Dilley                                                                          | 2'19"90                                                                               |
| 1979                          | High Sierra                                                                           | France                                                                                | Chaparral                                                                             | Michel Jérôme                                                                         | E. Chevalier du Fau                                                                   | Ella Widener Wetherill                                                                | 2'22"20                                                                               |
| 1978                          | Gracias                                                                               | France                                                                                | Tapioca                                                                               | Jean-Claude Desaint                                                                   | John Cunnington, Jr.                                                                  | Pierre Ribes                                                                          | 2'36"00                                                                               |

## Vainqueurs précédents
- 1878: Clementine
- 1879: Zut
- 1880: Pacific
- 1881: Forum
- 1882: Cimier
- 1883: Vernet
- 1884: Pi Ouit
- 1885: Aida
- 1886: Verdiere
- 1887: Gournay
- 1888: Walter Scott
- 1889: Achille
- 1890: Alicante
- 1891: Primrose
- 1892: Saint Michel
- 1893: Chapeau Chinois
- 1894: Ravioli
- 1895: Cherbourg
- 1896: Riposte
- 1897: Flacon
- 1898: Le Guide
- 1899: Maurice
- 1900: Royal
- 1901: Tibere
- 1902: Glacier
- 1903: Quo Vadis
- 1904: Ajax
- 1905: Jardy
- 1906: Querido
- 1907: La Serqueuse
- 1908: Souvigny
- 1909: Aveu
- 1910: Aloes III
- 1911: Combourg
- 1912: Imperial
- 1913: Vulcain
- 1914: Durbar
- 1915–19: courses annulées
- 1920: Pendennis
- 1921: Meisonnier
- 1922: Kibar
- 1923: Grand Guignol
- 1924: Irismond
- 1925: Red Hawk
- 1926: Biribi
- 1927: Fenimore Cooper
- 1928: Le Correge
- 1929: Dark Times
- 1930: Chateau Bouscaut
- 1931: Brasik
- 1932: Bosphore
- 1933: Bengal
- 1934: Zenodore
- 1935: Bouillon
- 1936: Fastnet
- 1937: Actor
- 1938: Anchois
- 1939: Pharis
- 1940: course annulée
- 1941: Nepenthe
- 1942: Arcot
- 1943: Norseman
- 1944: Prince Bio
- 1945: His Eminence
- 1946: Prince Chevalier
- 1947: Giafar
- 1948: Flush Royal
- 1949: Rancio
- 1950: Lacaduv
- 1951: Thelus
- 1952: Corindon
- 1953: Faublas
- 1954: Le Grand Bi
- 1955: Vimy
- 1956: Tanerko
- 1957: Weeping Willow
- 1958: Noelor
- 1959: Cousu d'Or
- 1960: Le Ventoux
- 1961: Match II
- 1962: Val de Loir
- 1963: Calchaqui
- 1964: Le Fabuleux
- 1965: Diatome
- 1966: Premier Violon
- 1967: Roi Dagobert
- 1968: Luthier
- 1969: Goodly
- 1970: Dragoon
- 1971: Maryambre
- 1972: Sancy
- 1973: Eddystone
- 1974: D'Arras
- 1975: Val de l'Orne
- 1976: Twig Moss
- 1977: Catus